# Гносис
Гносис (на старогръцки: Γνῶσις) е древногръцки художник, мозайкаджия от IV век пр.н.е., активен около 300 година пр. Хр. Автор е на първата запазена мозайка с подпис „Лов на елен“ от богаташка къща в Пела, Древна Македония.
Мозайката е подписана в горния десен ъгъл с „Гносис еписен“ (ΓΝΩΣΙΣ ΕΠΟΗΣΕΝ), което е първият запазен подпис върху мозайка от мозайкаджия. Съществува дебат дали подписът е на художника, автор на по-ранна картина, която мозайката изобразява, или е на самия мозайкаджия, който е подредил мозайката. В керамиката „еписен“ (εποήσεν) се отнася до самия керамик, а „еграфсен“ (έγραφσεν) е терминът, който се използва, за да се обозначи художникът. Следователно, ако аналогията с керамиката се вземе за основание, е по-вероятно Гносис да е мозайкаджията. Тъй като „гносис“ (γνῶσις) означава на гръцки „знание“, някои източници допускат, че надписът не се отнася до автора, а за абстрактно понятие.